# فیلم‌شناسی بابک حمیدیان
بابک حمیدیان (زادهٔ ۱۳۵۹) بازیگر ایرانی است. او جوایز مختلفی از جمله یک سیمرغ بلورین، یک جایزه جشن سینمای ایران، دو جایزه انجمن منتقدان و نویسندگان سینمای ایران و یک جایزه حافظ را دریافت کرده است.

## فیلم
| سال  | عنوان                     | نقش            | کارگردان                                                  | یادداشت           |
| ---- | ------------------------- | -------------- | --------------------------------------------------------- | ----------------- |
| ۱۴۰۱ | غریب                      | محمد بروجردی   | محمدحسین لطیفی                                            |                   |
| ۱۴۰۱ | زمانی در ابدیت            | سعید           | مهدی نوروزیان                                             |                   |
| ۱۴۰۰ | پیر پسر                   | منتقد          | اُکتای براهنی                                              | همچنین تهیه کننده |
| ۱۳۹۸ | مغز استخوان               | حسین           | حمیدرضا قربانی                                            |                   |
| ۱۳۹۸ | روز بلوا                  | عماد           | بهروز شعیبی                                               |                   |
| ۱۳۹۷ | هستی و زمان               |                | مانی باغبانی                                              |                   |
| ۱۳۹۷ | معکوس                     | سالار          | پولاد کیمیایی                                             |                   |
| ۱۳۹۷ | مسخره‌باز                  | شاپور          | همایون غنی‌زاده                                            |                   |
| ۱۳۹۶ | جشن دلتنگی                | کاوه           | پوریا آذربایجانی                                          |                   |
| ۱۳۹۶ | سال دوم دانشکده من        | منصور          | رسول صدرعاملی                                             |                   |
| ۱۳۹۶ | سرو زیر آب                | جهانبخش        | محمدعلی باشه آهنگر                                        |                   |
| ۱۳۹۶ | مصادره                    | جلال خاوندی    | مهران احمدی                                               |                   |
| ۱۳۹۶ | به وقت شام                | علی            | ابراهیم حاتمی‌کیا                                          |                   |
| ۱۳۹۵ | خرگیوش                    | آرش            | مانی باغبانی                                              |                   |
| ۱۳۹۵ | کاناپه                    | مصطفی          | کیانوش عیاری                                              |                   |
| ۱۳۹۵ | شماره ۱۷ سهیلا            | بهرام          | محمود غفاری                                               |                   |
| ۱۳۹۴ | هیهات                     | مرتضی          | محمدهادی نائیجی دانش اقباشاوی روح‌الله حجازی هادی مقدم‌دوست |                   |
| ۱۳۹۴ | سیانور                    | مرتضی صمدیه    | بهروز شعیبی                                               |                   |
| ۱۳۹۴ | داستان خانواده فرشچی      |                |                                                           |                   |
| ۱۳۹۴ | آبجی                      |                | مرجان اشرفی‌زاده                                           |                   |
| ۱۳۹۴ | بادیگارد                  | میثم زرین      | ابراهیم حاتمی‌کیا                                          |                   |
| ۱۳۹۳ | ساکن طبقه وسط             |                | شهاب حسینی                                                |                   |
| ۱۳۹۳ | نیمرخ‌ها                   | مهران          | ایرج کریمی                                                |                   |
| ۱۳۹۳ | من دیه گو مارادونا هستم   | پیمان          | بهرام توکلی                                               |                   |
| ۱۳۹۳ | مرگ ماهی                  | رامین          | روح‌الله حجازی                                             |                   |
| ۱۳۹۳ | روباه                     |                | بهروز افخمی                                               |                   |
| ۱۳۹۳ | استراحت مطلق              | حامد           | عبدالرضا کاهانی                                           |                   |
| ۱۳۹۳ | شکاف                      | پیمان          | کیارش اسدی‌زاده                                            |                   |
| ۱۳۹۲ | روز رستاخیز               | ابن زیاد-یزید  | احمدرضا درویش                                             |                   |
| ۱۳۹۲ | چ                         | علی اصغر وصالی | ابراهیم حاتمی‌کیا                                          |                   |
| ۱۳۹۲ | به تهران خوش آمدید        |                |                                                           |                   |
| ۱۳۹۲ | با دیگران                 | امیرحسین       | ناصر ضمیری                                                |                   |
| ۱۳۹۲ | ۵۰ قدم آخر                | هرمز شکیبا     | کیومرث پوراحمد                                            |                   |
| ۱۳۹۲ | تنها در چند دقیقه سکوت    | حسام فردمنش    | بهاره صادقی‌جم                                             |                   |
| ۱۳۹۱ | هیس! دخترها فریاد نمی‌زنند | مراد صفرخانی   | پوران درخشنده                                             |                   |
| ۱۳۹۰ | یک خانواده محترم          | آرش            | مسعود بخشی                                                |                   |
| ۱۳۹۰ | قصه‌ها                     | بابک           | رخشان بنی اعتماد                                          |                   |
| ۱۳۹۰ | بغض                       | حامد           | رضا درمیشیان                                              |                   |
| ۱۳۸۹ | دیو و دلبر                | رئوف           | وحید نیکخواه آزاد                                         |                   |
| ۱۳۸۹ | پنهان                     | کامران         | مهدی رحمانی                                               |                   |
| ۱۳۸۹ | اسب حیوان نجیبی است       | حمید           | عبدالرضا کاهانی                                           |                   |
| ۱۳۸۷ | کلبه                      |                | جواد افشار                                                |                   |
| ۱۳۸۶ | ریسمان باز                | عسگر           | مهرشاد کارخانی                                            |                   |
| ۱۳۸۶ | خاک آشنا                  | بابک           | بهمن فرمان‌آرا                                             |                   |
| ۱۳۸۶ | بی‌پولی                    | شاهرخ          | حمید نعمت‌الله                                             |                   |
| ۱۳۸۵ | سه زن                     |                | منیژه حکمت                                                |                   |
| ۱۳۸۵ | خدا نزدیک است             | رضا            | علی وزیران                                                |                   |
| ۱۳۸۴ | زاگرس                     |                | محمدعلی نجفی                                              |                   |
| ۱۳۸۳ | طبل بزرگ زیر پای چپ       | مهران          | کاظم معصومی                                               |                   |
| ۱۳۸۳ | یک بوس کوچولو             | نوه شبلی       | بهمن فرمان آرا                                            |                   |
| ۱۳۸۲ | مزرعه پدری                |                | رسول ملاقلی‌پور                                            |                   |
| ۱۳۸۲ | قدمگاه                    | رحمان          | محمدمهدی عسگرپور                                          |                   |

## تلویزیون
| سال  | عنوان              | نقش             | کارگردان                    | یادداشت        | منبع              |
| ---- | ------------------ | --------------- | --------------------------- | -------------- | ----------------- |
| ۱۳۹۴ | بیمار استاندارد    | بهنام           | سعید آقاخانی                | شبکه ۱         |                   |
| ۱۳۹۳ | گذر از رنج‌ها       | حمید            | فریدون حسن‌پور               | شبکه ۱         |                   |
| ۱۳۹۳ | پرده‌نشین           | خزاعی           | بهروز شعیبی                 | شبکه ۱         |                   |
| ۱۳۹۲ | سرزمین مادری       | عباس کوچک‌یزدیان | کمال تبریزی                 | شبکه ۳         |                   |
| ۱۳۹۰ | حیرانی             | ایرج اشراق      | کیوان علی‌محمدی، امید بنکدار | شبکه ۱         |                   |
| ۱۳۸۸ | به کجا چنین شتابان | یونس هوشمند     | ابوالقاسم طالبی             | شبکه تهران     | [ ۳ ] [ ۴ ] [ ۵ ] |
| ۱۳۸۸ | شیفت شبانه         | امین            | مهدی کرم‌پور                 | فیلم تلویزیونی |                   |
| ۱۳۸۶ | اوهام              | امید            |                             | فیلم تلویزیونی |                   |
| ۱۳۸۴ | شهریار             |                 | کمال تبریزی                 | شبکه ۲         |                   |
| ۱۳۸۴ | اسب                |                 | بابک محمدی                  | فیلم تلویزیونی |                   |
| ۱۳۸۳ | روشنایی‌های شهر     | شریف            | مسعود کرامتی                | شبکه ۲         |                   |

## نمایش خانگی
| سال  | عنوان    | نقش           | کارگردان       | یادداشت                 | منبع |
| ---- | -------- | ------------- | -------------- | ----------------------- | ---- |
| ۱۴۰۳ | تاسیان   | جمشید نجات    | تینا پاکروان   | پخش در پلتفرم فیلیمو    |      |
| ۱۴۰۳ | ازازیل   | مانی          | حسن فتحی       | پخش در پلتفرم نماوا     |      |
| ۱۴۰۲ | هفت      | صابر لنگرودی  | کیارش اسدی‌زاده | پخش در پلتفرم تماشاخونه |      |
| ۱۴۰۰ | خاتون    | کمیسر رجب‌اف   | تینا پاکروان   | پخش در پلتفرم نماوا     |      |
| ۱۳۹۶ | عالیجناب | رامین فرازمند | سام قریبیان    |                         |      |

## تئاتر
- نمایش کالیگولا(آتیلا پسیانی ۱۳۸۱)
- نمایش سگ سکوت (آروند دشت‌آرای ۱۳۸۸)
- نمایش پروفسور بوس بوس (آتیلا پسیانی ۱۳۸۹)
- مکبث (رضا ثروتی ۱۳۸۹)
- ویتسک (رضا ثروتی ۱۳۹۱)
- خانه سربی (علی نرگس نژاد ۱۳۹۲)
- مرثیه‌ای برای کتاب سوزی‌ها (علی اتحاد ۱۳۹۳)
- می‌سی‌سی‌پی نشسته می‌میرد (همایون غنی‌زاده ۱۳۹۵)
- جنایت و مکافات (رضا ثروتی ۱۳۹۸)

## مستند
| سال  | مستند            | کارگردان   |
| ---- | ---------------- | ---------- |
| ۱۳۹۷ | آبی به رنگ آسمان | امیر رفیعی |

## فیلم کوتاه
| سال  | فیلم کوتاه | کارگردان    |
| ---- | ---------- | ----------- |
| ۱۳۹۷ | و می‌گذریم  | پریسا گرگین |